# 阿羅蒙人
阿羅蒙人（阿羅蒙語：Makedonji-Armãnji、Rrãmãnj，也稱馬其頓羅馬尼亞人，英语：Aromanians 或 Vlachs）是居住在巴尔干半岛南部一带的一個拉丁语族的民族。主要分布在希臘北部、阿爾巴尼亞、北馬其頓和保加利亞。阿羅蒙人是弗拉赫人中的第二大支，僅次於羅馬尼亞人。估計人口數超过70萬。他們的母語是阿羅蒙語。主要信奉基督宗教。

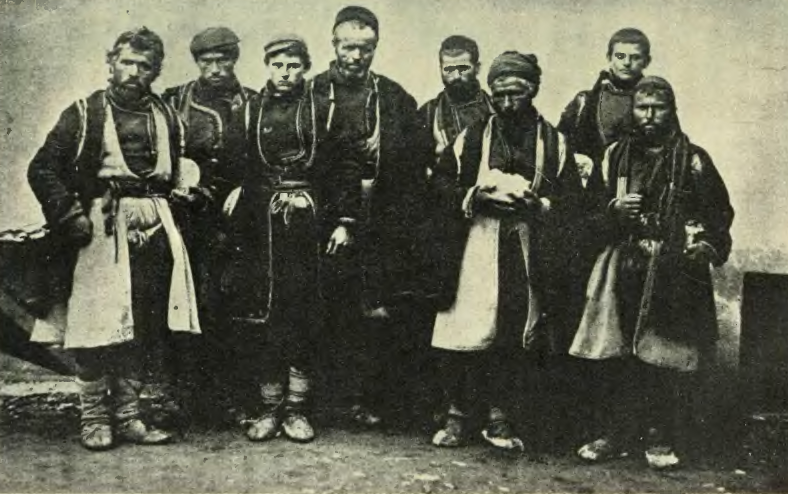
阿羅蒙人 1914
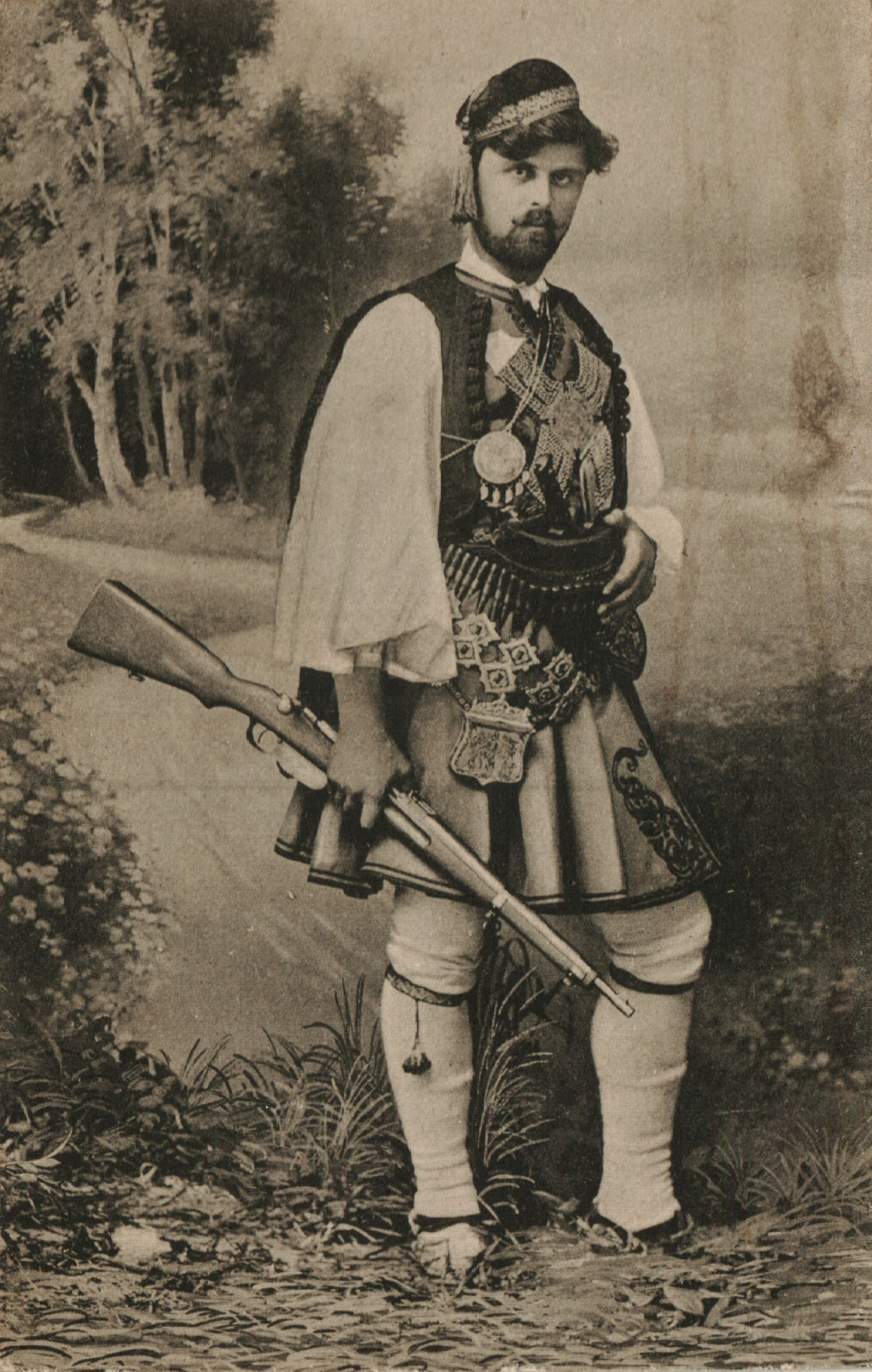
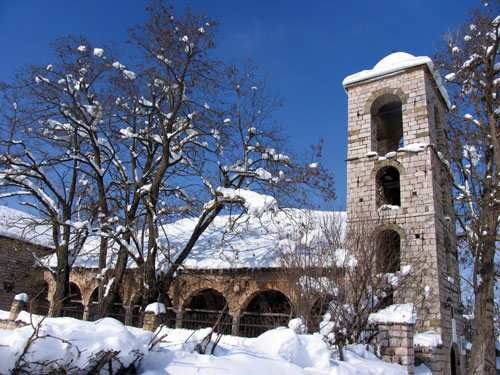
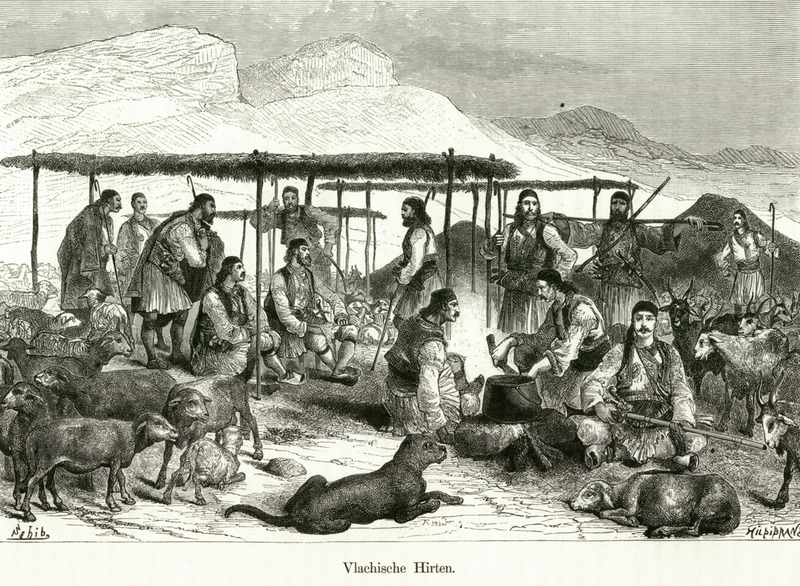
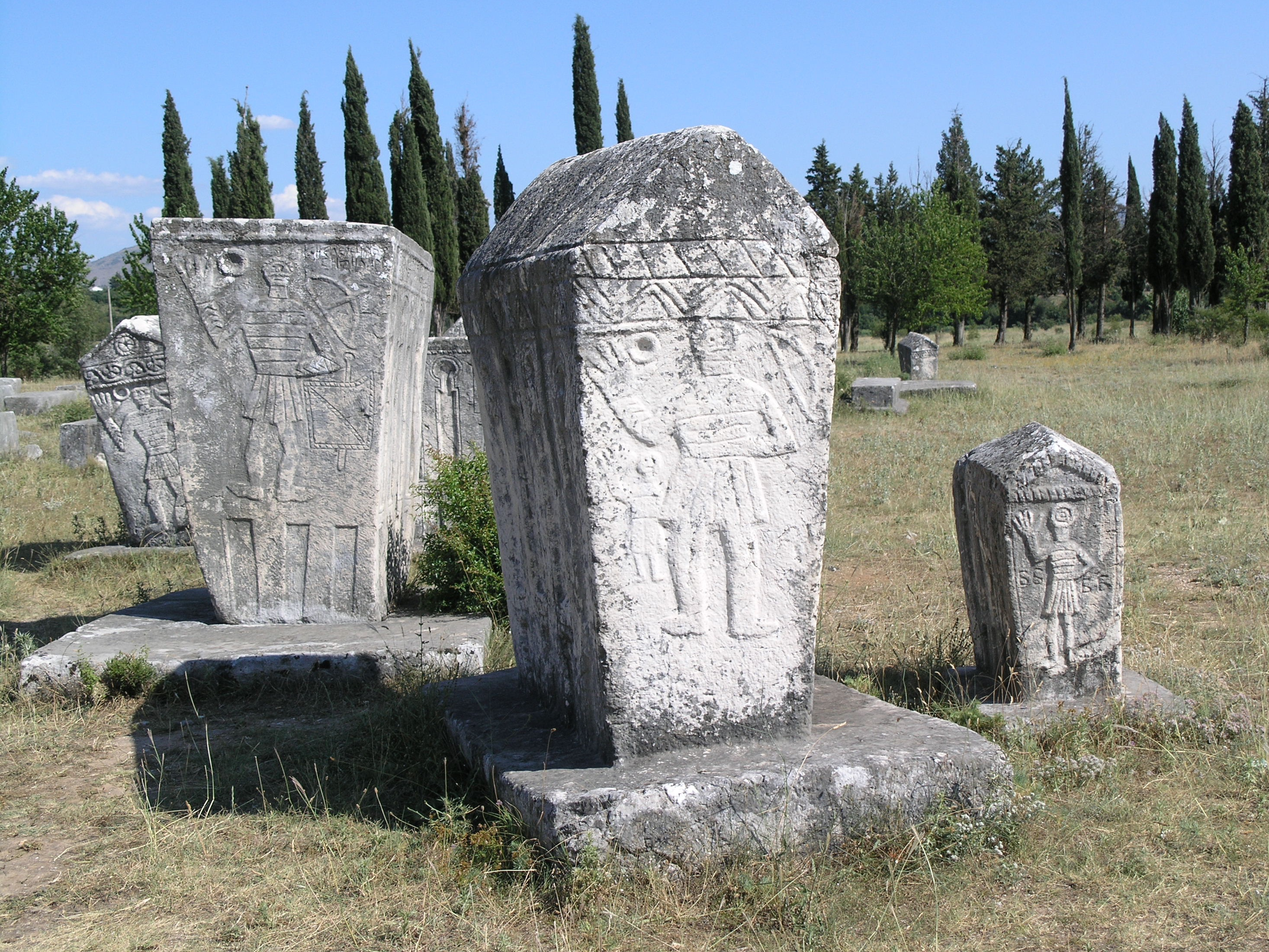